# 迪士尼乡村小镇
迪士尼小镇（Disney Village）是坐落於法國巴黎巴黎迪士尼樂園度假區，是一個購物、娛樂、餐飲在一身的綜合區。和華特迪士尼世界度假區的迪士尼饮食娱乐购物区一樣有大型的迪士尼專賣店，還有各種娛樂場所、餐飲設施。迪士尼小镇由著名建築師弗兰克·盖里設計 。

## 外部連結
- （英文）Disney Village官方網站